# Валганйоль
Валганйо́ль або Валга́н-Йоль або Валган'є́ль (рос. Валганъёль, Валган-Ёль, Валганъель) — річка в Республіці Комі, Росія, права притока річки Ілич, правої притоки річки Печора. Протікає територією Троїцько-Печорського району.
Річка починається на південно-східних схилах хребта Ебельїз (Олс-Саринпал-Нер). Протікає на схід, південний схід, південний захід та південний схід. по лівому березі простяглась височина Валган-Чугра.